# 9927 Tyutchev
A 9927 Tyutchev (ideiglenes jelöléssel 1981 TW1) a Naprendszer kisbolygóövében található aszteroida. Ljudmila Georgijevna Karacskina fedezte fel 1981. október 3-án.